# Jan van Renesse
Jan van Renesse († 1304) war ein niederländischer Adliger und Herr auf Schloss Moermond im heutigen Ort Renesse auf Schouwen-Duiveland, Zeeland, Niederlande.
Jan van Renesse führte im 13. Jahrhundert zusammen mit Wolfert van Borselen die flämische anti-holländische Partei in Zeeland. Graf Jan I. von Holland stand zu Beginn seiner Regierungszeit noch unter dem Einfluss Jan van Renesses. Während der so genannten Guldensporenslag stand van Renesse auf der Seite der Flamen und drang 1304 tief in zeeländisches und holländisches Gebiet ein. In der Schlacht von Zierikzee wurde die flämische Partei dann entscheidend geschlagen und Jan van Renesse ertrank auf der Flucht in einem Teich bei Beusichem. Die Besitzungen des vorher schon der Untreue beschuldigten Jan van Renesse gingen an Witte van Haamstede.